# Frankie Hejduk
Frankie Hejduk, właśc. Frank Daniel Hejduk (ur. 5 sierpnia 1974 w La Mesie w stanie Kalifornia) – amerykański piłkarz pochodzenia chorwackiego występujący na pozycji obrońcy lub pomocnika.

## Kariera klubowa
Frankie Hejduk zawodową karierę rozpoczynał w 1996 roku w Tampa Bay Mutiny. W debiutanckim sezonie wystąpił w 14 ligowych pojedynkach, a w kolejnych rozgrywkach zanotował już 25 występów.
13 lipca 1998 roku Amerykanin podpisał kontrakt z Bayerem 04 Leverkusen. W jego barwach zadebiutował w rozgrywkach Lidze Mistrzów. W nowym klubie Hejduk jednak zawiódł i na ogół grywał w trzecioligowym zespole rezerw. Dla pierwszej drużyny „Aptekarzy” amerykański zawodnik przez cztery sezony rozegrał tylko dziewiętnaście meczów w Bundeslidze, po czym w 2002 roku odszedł do szwajcarskiego FC Sankt Gallen.
Tam Hejduk jednak także się nie sprawdził i zdecydował się powrócić do kraju. Ostatecznie trafił do Columbus Crew, gdzie od razu stał się liderem zespołu. W 2004 roku razem z drużyną zdobył trofeum MLS Supporters' Shield. 25 stycznia 2007 roku działacze Columbus Crew poinformowali, że Hejduk podpisał z klubem nowy kontrakt, który będzie obowiązywać przez kolejne dwa lata. 8 czerwca 2008 roku Hejduk rozegrał swój setny ligowy mecz dla Columbus Crew (przegrana 0:2 z San Jose Earthquakes).

## Kariera reprezentacyjna
W reprezentacji Stanów Zjednoczonych Hejduk zadebiutował 31 sierpnia 1996 roku w wygranym 3:1 spotkaniu przeciwko Salwadorowi. Pierwszego gola dla drużyny narodowej zdobył 21 grudnia tego samego roku w zremisowanym 2:2 pojedynku z Gwatemalą. Następnie Steve Sampson powołał Hejduka do 22-osobowej kadry USA na Mistrzostwa Świata 1998. Na francuskich boiskach reprezentacja Stanów Zjednoczonych zajęła ostatnie miejsce w swojej grupie i odpadła z turnieju. Sam Hejduk wystąpił we wszystkich trzech meczach, jednak tylko w spotkaniu przeciwko Iranowi rozegrał pełne 90 minut.
Później piłkarz reprezentujący jeszcze wówczas barwy Bayeru Leverkusen znalazł się w kadrze Bruce’a Areny na kolejne Mistrzostwa Świata 1998. W Korei Południowej i Japonii drużyna Stanów Zjednoczonych radziła sobie zdecydowanie lepiej niż na poprzednim mundialu. Dotarła do ćwierćfinału, w którym została wyeliminowana przez Niemców. Hejduk ponownie był podstawowym zawodnikiem drużyny narodowej i nie zagrał tylko w wygranym 2:0 pojedynku z Meksykiem w 1/8 finału.
Amerykanin podczas reprezentacyjnej kariery był między innymi uczestnikiem Igrzysk Olimpijskich 1996 w Atlancie, Igrzysk Olimpijskich 2000 w Sydney oraz Złotego Pucharu CONCACAF w 1998, 2002 i 2007 roku.